# Полаче
Полаче (итал. Porto Palazzo) су насељено место у саставу општине Мљет, на острву Мљету, Дубровачко-неретванска жупанија, Република Хрватска.

## Географски положај
Полаче леже у западном делу северне обале острва Мљета на крају пространог залива Лука Полаче. Залив је добро заштићен од јаких ветрова са три мала острвца:Морачник, Тајник и Кобрава), што Полаче чини једном од најзаштићенијих природних лука на Јадрану. Највећа је и главна лука националног парка Мљет.
Око насеља се налазе кречњачка брда обрасла макијом и ниским боровом шумом. Полаче су полазиште туристима за обилазак Националног парка Мљет, Великог и Малог језера, која се налазе у саставу парка.

## Историја
До територијалне реорганизације у Хрватској налазиле су се у саставу старе општине Дубровник.
Полаче су једно од најстаријих насеља на Мљету. Име су добиле по римској палачи, која је послужила као зачетак стварања насеља. У 3. веку римљани су саградили летниковац у заливу, који је био потпуно заштићен од удара било којих ветрова, али су за одабир локације за градњу палаче били пресудни близина и извор питке воде, који још увек постоји у месту.
Према легенди, палачу је, према узору на римске засеоке из доба Царства изградио Агезилај из Аназарба у Каликији. Агезилај се на Мљет склонио заједно са сином, песником Опијаном, након што га је римски цар, Септимије Север, протерао са двора. Легенда даље каже да их је цар Каракала ослободио од заточеништва, јер му је песник срочио надахнуте стихове о лепоти мора и рибплова.
Опијан и његов отац одбили су повратак у Рим, оправдавајући се како своје мало царство никад не би мењали за велико и притом су цару послали грану алепског бора са птичјим гнездом у којем је била шкољка. Полаче су континуирано биле насељене до 11. века, када оток долази у власништво бенидиктинаца пулсанског реда, који су забранили насељавање у подручје под њиховом управом. Након седам векова мртвила, у 19. веку Полаче се опет почињу развијати, када су се из Бабиног Поља, око 1830. године, доселиле породице Нодило и Дабелић.

## Становништво
На попису становништва 2011. године, Полаче су имале 113 становника.
| Број становника по пописима | Број становника по пописима | Број становника по пописима | Број становника по пописима | Број становника по пописима | Број становника по пописима | Број становника по пописима | Број становника по пописима | Број становника по пописима | Број становника по пописима | Број становника по пописима | Број становника по пописима | Број становника по пописима | Број становника по пописима | Број становника по пописима | Број становника по пописима |
| --------------------------- | --------------------------- | --------------------------- | --------------------------- | --------------------------- | --------------------------- | --------------------------- | --------------------------- | --------------------------- | --------------------------- | --------------------------- | --------------------------- | --------------------------- | --------------------------- | --------------------------- | --------------------------- |
| 1857                        | 1869                        | 1880                        | 1890                        | 1900                        | 1910                        | 1921                        | 1931                        | 1948                        | 1953                        | 1961                        | 1971                        | 1981                        | 1991                        | 2001                        | 2011                        |
| 0                           | 0                           | 35                          | 29                          | 29                          | 48                          | 0                           | 0                           | 61                          | 63                          | 82                          | 72                          | 87                          | 123                         | 115                         | 113                         |

Напомена: Исказује се од 1981. као самостално насеље настало издвајањем дела насеља Говеђари. У 1857., 1869., 1921. и 1931. подаци су садржани у насељу Говеђари.
Полаче су друго насеље по величини и по броју становника на Мљету. Због лоше животне ситуације на острвима у Хрватској и Полаче бележе сталан губитак становништва.

### Попис1991.
На попису становништва 1991. године, насељено место Полаче је имало 123 становника, следећег националног састава:
| Попис 1991.‍  | Попис 1991.‍  | Попис 1991.‍ | Попис 1991.‍ | Попис 1991.‍ |
| ------------ | ------------ | ----------- | ----------- | ----------- |
|              |              |             |             |             |
| Хрвати       | Хрвати       |             | 118         | 95,93%      |
| Југословени  | Југословени  |             | 2           | 1,62%       |
| Срби         | Срби         |             | 1           | 0,81%       |
| остали       | остали       |             | 1           | 0,81%       |
| неопредељени | неопредељени |             | 1           | 0,81%       |
| укупно: 123  |              |             |             |             |

## Привреда
Због свог положаја, Полаче су одувек имале све услове да се може привредно развијати. Од доласка првих породица, становништво се бавило рибарством јер није било страха од јаких ветрова. Плодна поља која се налазе у непосредној близини места била су одлична за гајење винове лозе (Кнеже поље и Црвено поље), а Полачно поље и мања поља око њега су служила за гајење маслине.
Гумна у Полачама сведоче о томе да се узгајало жито. Мала удаљеност од језера је погодовала да се Полаче у другој половини 20. века полако почне развијати у туристичко место. У месту се изградила лука, која је до деведесетих година била највећа лука на острву у коју је свакодневно долазио брод из Дубровника, а у Полаче је, у летним месецима, пристајао и трајект из Трстеника на Пељешцу.
Кроз деведесете Полаче престају бити главна лука на Мљету, што успорава развој самог места. Уназад неколико година становништво се потпуно окреће туризму и угоститељству као примарној привредној грани. Пре неколико година, због неисплативости се укида трајектна линија за Трстеник, али Полаче добијају брзобродску линију с Дубровником, Корчулом и Ластовом те постају главна туристичка лука националног парка Мљет с уверљиво највећим прихватом туриста на острву.

## Галерија слика
- Центар места
- Залив
- Остаци Римске палате
- Остаци куле и главног зида палате